# Stąporków (gromada)
Stąporków – dawna gromada, czyli najmniejsza jednostka podziału terytorialnego Polskiej Rzeczypospolitej Ludowej w latach 1954–1972.
Gromady, z gromadzkimi radami narodowymi (GRN) jako organami władzy najniższego stopnia na wsi, funkcjonowały od reformy reorganizującej administrację wiejską przeprowadzonej jesienią 1954 do momentu ich zniesienia z dniem 1 stycznia 1973, tym samym wypierając organizację gminną w latach 1954–1972.
Gromadę Stąporków z siedzibą GRN w mieście Stąporków (nie wchodzącym w jej skład) utworzono 1 stycznia 1969 w powiecie koneckim w woj. kieleckim z obszarów zniesionych gromad Czarna i Hucisko (bez wsi Gosań i Włochów).
Gromada przetrwała do końca 1972 roku, czyli do kolejnej reformy gminnej. 1 stycznia 1973 utworzono gminę Stąporków.
Uwaga: Gromada Stąporków (Nowy) (o innym składzie) istniała także przez krótki czas jesienią 1954.